# Gnaeus Curtius Dexippus
Gnaeus Curtius Dexippus (Dexippos) war ein griechischstämmiger römischer Heerführer in der Zeit der Reichskrise des 3. Jahrhunderts und mehrmals Boiotarch.
Dexippos stammte aus Chaironeia, wie aus einer Inschrift bekannt ist. Er stammte demnach offenbar aus einer angesehenen Familie, war kaiserlicher Hohepriester auf Lebenszeit, logistes (curator rei publicae) der Stadt und bekleidete gesichert drei Mal das Amt des Boiotarchen, ein prestigeträchtiges, aber lokales Ehrenamt. Seiner Mutter, Flavia Lanica, Priesterin eines lokalen Kults, stiftete er nach ihrem Tod die besagte Inschrift.
Nun soll der spätantiken Historia Augusta zufolge im Jahr 267 ein Angriff der in Griechenland eingefallenen Heruler von einer lokalen Miliz unter dem Befehl eines gewissen Dexippos abgewehrt worden sein. In der älteren Forschung ging man davon aus, dass es sich bei diesem Dexippos um Publius Herennius Dexippus handelte, einen angesehenen Bürger Athens, der die Germanenkriege des 3. Jahrhunderts in seinem Geschichtswerk Skythika schilderte, das aber nur fragmentarisch überliefert ist. 2014 wurden jedoch neue Fragmente publiziert, die mutmaßlich aus dem Werk des Dexippos stammen und bislang unbekannt waren. Demnach ergibt sich ein anderes Bild. Sie beziehen sich unter anderem auf Kämpfe gegen die Goten an den Thermopylen. Diese Kampfhandlungen ereigneten sich entweder 253/254 oder 262, sie stehen aber in keinem Zusammenhang mit dem erwähnten Herulereinfall.
In den neuen Fragmenten werden drei Personen als Heerführer erwähnt, so ein gewisser Marianus (wohl der Statthalter von Achaea), ein gelehrter Mann namens Philostratos (wohl identisch mit dem Geschichtsschreiber Philostratos von Athen) und ein Mann namens Dexippos, der hier als fünffacher Boiotarch bezeichnet wird. Da der Historiker Dexippos als Athener dieses Amt nicht bekleidet haben kann, muss es sich um einen Boiotarchen namens Dexippos handeln, der in dieser Zeit belegt ist, wobei alles für Dexippos aus Chaironeia spricht, der vom Verfasser der Historia Augusta mit dem erwähnten Geschichtsschreiber verwechselt wurde. Über sein weiteres Schicksal ist nichts bekannt.